# Octavian Goga
Octavian Goga (n. 1 aprilie 1881, Rășinari, Austro-Ungaria – d. 7 mai 1938, Ciucea, Cluj, România) a fost un român poet, politician de extremă dreaptă, fascist - primul prim-ministru fascist al României - antisemit, pe timp de 45 de zile, de la 28 decembrie 1937 până la 11 februarie 1938 a fost cel de-al 37-lea prim-ministru al României, ministru în varii guverne, deputat și membru al Academiei Române din anul 1920.

## Biografie

### Primii ani
De origine aromână, Octavian Goga s-a născut la 1 aprilie 1881 în satul Rășinari, de pe versantul nordic al Carpaților Meridionali, în casa de pe Ulița Popilor nr. 778,  fiul preotului ortodox Iosif Goga și al Aureliei, învățătoare (și colaboratoare în tinerețe la ziarul Telegraful Român și la revista Familia). Între anii 1886–1890 Goga a urmat școala primară din satul natal, avându-l învățător pe Moise Frățilă, intelectual patriot, personajul posibil din poezia Dascălul, așa cum sora sa, Victoria, stinsă din viață de timpuriu, a fost personajul din Dăscălița.
Cea mai mare parte a vacanțelor, așa cum povestește în diverse texte autobiografice, le-a petrecut în satul natal al tatălui său, Crăciunelu de Sus, județul Alba, pe Târnava Mică, actualmente parte a comunei Cetatea de Baltă, unde  circa 20 % din familiile din sat poartă numele de Goga. Poetul spunea: „Viața țăranilor de pe delnițele Crăciunelului mi-a fost sursă de inspirație pentru «Plugarii & Clăcașii»”.
În 1890 poetul s-a înscris la liceul de stat din Sibiu (astăzi Colegiul Național „Gheorghe Lazăr”), ale cărui cursuri le-a urmat până în 1899, când s-a transferat la Școalele Centrale Române greco-ortodoxe din Brașov (în prezent Colegiul Național „Andrei Șaguna”). La absolvirea liceului, în 1900, s-a înscris la Facultatea de Litere și Filosofie a Universității din Budapesta, continuându-și apoi studiile la Berlin și încheindu-le în 1904.
La 14 octombrie 1906 se căsătorește cu Hortensia Cosma, fiica cea mică a politicianului și bancherului Partenie Cosma, directorul Băncii „Albina” din Sibiu, unul dintre cei mai înstăriți români din Transilvania. Ceremonia a avut loc la Catedrala Mitropolitană din Sibiu, nași fiind Alexandrina și Alexandru Vlahuță. Această căsnicie s-a destrămat după 14 ani, când Goga s-a îndrăgostit de cântăreața Veturia Triteanu, născută MureșanA, cu care s-a căsătorit în ianuarie 1921. 

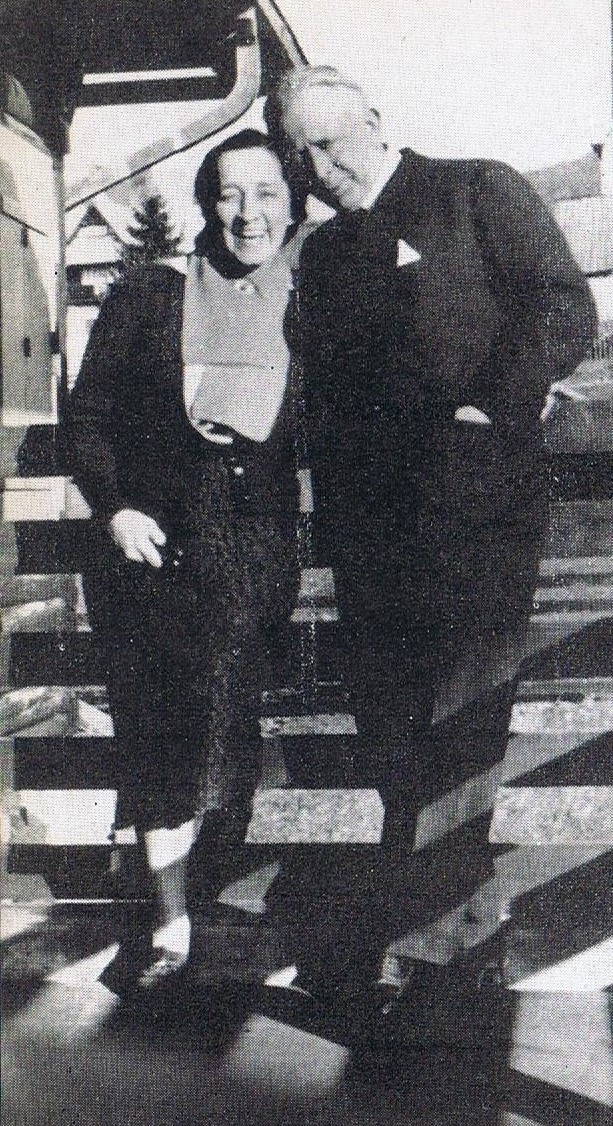
Poetul si Veturia Goga in 1938

Goga a făcut parte din Comitetul Național Român de la Paris.

### Debutul publicistic
În numărul din 12–24 decembrie (nr. 275, p. 1098) ziarul Tribuna (Sibiu) i-a publicat prima poezie, Atunci și acum, semnată „Tavi”. Ion Pop-Reteganul de la Revista Ilustrată (Bistrița) i-a scris la poșta redacției: „Ai talent, tinere amic, cultivează-l cu diligență, că poți deveni mare. Ziua bună de dimineață se arată. Nu cumva să neglijezi datorințele de studinte.” După aceste încurajări i se publică pe o jumătate de pagină poezia Nu-i fericire pe pământ. Goga, elev la liceul cu limba de predare maghiară din Sibiu, încă nu împlinise șaptesprezece ani.
Următoarele poezii pe care le-a publicat în Revista Familia a lui Iosif Vulcan (Oradea, an XXXIV, 1898, nr. 44, p. 13, noiembrie) și în ziarele Tribuna și Luceafărul (nr. 11, 1 decembrie 1902, nr. 14–15, 1 august 1903) au fost semnate, cu precădere, tot „Octavian” și apoi „Nic. Otavă”. Abia la 15 septembrie 1903 a semnat, în Luceafărul, prima poezie (Sfârșit de septembrie), cu numele „Octavian Goga”.
La 1 iulie 1902 a apărut la Budapesta revista Luceafărul, publicație pentru cultura națională și unitatea politică a românilor din Transilvania, unde Goga și-a publicat majoritatea poeziilor. Înființarea revistei s-a datorat studenților români care activau la Budapesta în cadrul Societăți „Petru Maior”: Al. Ciura, semnatarul articolului „În loc de program” din primul număr, și Goga, cel care în 1933 a afirmat că titlul revistei „era înrudit cu starea sufletească și cu conștiința literară din acele vremi”. Majoritatea creațiilor incluse de Goga în volumul Poezii (1905) au apărut în revista Luceafărul, în paginile căreia poetul s-a afirmat ca talent literar autentic.
În 1904 a apărut în Luceafărul (an III, nr. 4, 15 februarie, p. 91 - 92) cunoscuta poezie Oltul, apoi în nr. 7, din 10 aprilie, p. 151, poezia Dăscălița, semnate „Nic. Otavă”, iar în 1905, poeziile: Plugarii, Lăutarul, Dascălul, Rugăciune și Clăcașii.

### Aprecieri critice referitoare la debutul editorial
Goga a intrat în publicistica literară cu recomandări din partea lui Ilarie Chendi, Sextil Pușcariu, Nicolae Iorga, Ion Gorun, Vasile Goldiș, Eugen Lovinescu.
În 1905 a apărut la Budapesta volumul Poezii, reeditat apoi de editura „Minerva”, la București în 1907 și la Sibiu în 1910. După acest debut editorial, devenit un adevărat eveniment literar, poetul a intrat tot mai mult în conștiința opiniei publice. Criticul literar Ion Dodu Bălan aprecia că volumul lui Goga „înseamnă începutul unei noi epoci pentru sufletul nostru românesc”, pentru că „nimeni n-a întrecut la noi vigoarea, puritatea și muzica limbii, bogăția colorilor, originalitatea ideilor, seninătatea concepțiilor, candoarea expresiilor și fondul sănătos național, ce se concentrează în aceste poezii”. Poeziile din acest volum sunt socotite „creațiuni geniale” și cei mai valoroși critici „înțeleg rosturile sociale, naționale și estetice ale acestei apariții în istoria liricii românești”.
După critica din Familia , Iosif Vulcan revine, cu ocazia publicării poeziei Așa a fost să fie, cu aprecierea că Goga este „un talent original inspirat numai de sufletul poporului”, iar poezia, „un eveniment literar”. Volumul Poezii a fost primit  cu entuziasm de critici și scriitori.
Titu Maiorescu și-a revizuit într-o bună măsură teoria estetică din 1866 („Politica este un product al rațiunii; poezia este și trebuie să fie un product al fanteziei - altfel nu are material: una, dar, exclude pe cealaltă”). În noțiunea de politică, mentorul Junimii includea și patriotismul „ca element de acțiune politică”, recunoscând până la urmă că „patriotismul a devenit unul din izvoarele poeziei lui Goga și-l inspiră în modul cel mai firesc. Dovada stă în aducerea și descrierea unor figuri obișnuite din viața poporului, care însă câștigă deodată - pe lângă valoarea și menirea lor normală - o însemnătate, am putea zice o iluminare și strălucire extraordinară, ce nu se poate explica decât din aprinderea luptei pentru apărarea patrimoniului național.”
Alte aprecieri de prețuire au formulat Sextil Pușcariu, I. L. Caragiale, George Coșbuc, Alexandru Vlahuță, Eugen Lovinescu, Barbu Ștefănescu Delavrancea, George Panu. Considerat poet al neamului, pe ambii versanți ai Carpaților, poetul s-a bucurat, la numai 25 de ani, de un prestigiu literar remarcabil.

### Moartea
Retras singur la Castelul de la Ciucea - soția sa, Veturia Goga a preferat să rămână la București - Goga a suferit la 5 mai 1938, în parcul conacului, un accident vascular cerebral cu hemiplegie și a intrat în comă. A decedat după două zile, la 7 mai 1938 la ora 14:15, la vârsta de 57 de ani. Regele Carol al II-lea a dispus să i se facă funeralii naționale care, datorită sărbătorii de 10 mai, urmau să înceapă la 11 mai. Cale de două zile, duminică 8 mai și luni 9 mai prin fața catafalcului din Ciucea a continuat pelerinajul oamenilor. Marți, 10 mai, trenul mortuar a pornit spre București. Sicriul a fost așezat miercuri, 11 mai, în rotonda Ateneului, unde a stat până sâmbătă 14 mai, când s-au desfășurat funeraliile naționale. Conform dorinței sale menționate în testament nu s-au rostit cuvântări iar pe corpul neînsuflețit a fost depusă o svastică nazistă.
Goga a fost înmormântat la București, la cimitirul Bellu. Ulterior trupul poetului a fost reînhumat la conacul său de la Ciucea, conform dorinței acestuia.

## Activitatea

### Activitatea de gazetar
Începuturile ziaristice ale poetului au fost legate de revista Luceafărul, înființată, din inițiativa sa, la 1 iulie 1902, la Budapesta, alături de Al. Ciura și Oct. Tăslăuanu. Goga s-a menținut succesiv, ca redactor responsabil sau director, până în 1912. Apariția revistei Luceafărul s-a confundat în bună măsură cu preocupările și durerile unor tineri studenți, animați de aceleași visuri: 
„Revista noastră, ca organ al tinerimii, are menirea de a ne prezenta publicului mai de-aproape, de a stabili apoi o legătură mai strânsă între public și tinerime.“ (O. Goga).
Acești tineri ardeleni de la Budapesta știau că au datoria să apere idealurile unei întregi colectivități. 
„Cu un asemenea bagaj de idei, mărturisește Goga, s-a fondat revista Luceafărul de la Budapesta la 1902. Vreo patru ani cât am stat acolo și un an la Berlin noi am mers înainte, afirmând ideea unității sufletești“.
Luceafărul a apărut la Budapesta, la 1 iulie 1902, din inițiativa și cu sprijinul material al lui A.P. Bănuț, susținut de un grup de studenți români patrioți. „Era de lipsă și pentru Ardeal, afirma Goga, o revistă literară în ale cărei rânduri să se imprime caracterul local cu toate deosebirile lui de alte părți ale neamului nostru“.
Contribuția lui Octavian Goga la ascensiunea Luceafărului a fost imensă: „Octavian Goga, scria Ion Chinezul, a mai scris și la alte reviste, a întemeiat chiar unele; numele lui e legat de Luceafărul.“
Cu activitatea sa în cadrul Asociației transilvănene pentru literatura română și cultura poporului român-Astra, preocupările publicistice s-au intensificat cu trecerea timpului, dezvăluind încă o latură a talentului său literar. Sub conducerea sa a apărut, de la 1 ianuarie 1907, revista Țara noastră, care a înlocuit temporar revista Transilvania. Goga, care a condus efectiv acest săptămânal, a apărut mai întâi cu titlul de redactor, apoi și de proprietar - editor. În primul număr a publicat editorialul intitulat „Către cărturarii noștri”, în care a afirmat că își propune să redacteze:„o gazetă cuminte. O gazetă ridică punte între sufletele cărturarilor și ale țăranilor care o slovesc duminica pe genunchi. Toți cărturarii, care simt în sufletul lor răsunetul datoriei ce cere împlinire, își vor spune cuvântul pe această hârtie, ale cărei foloase vor fi folosul așezământului nostru cultural.“
Revista Țara noastră a apărut săptămânal la Sibiu până la 5 decembrie 1909. A reapărut apoi la Cluj (1922–1931), având ca director pe Octavian Goga, și apoi la București (1932–1938). Numărul din 29 mai1938 a fost închinat in memoria întemeietorului său, decedat la 7 mai.
Până la declanșarea primului război, Goga s-a impus ca ziarist strălucit prin articolele publicate în revista Țara noastră, ziarul Epoca, Adevărul, revista Flacăra și revista România, proza sa jurnalistică fiind comparabilă, stilistic și tematic, cu a celei eminesciene. Articolele i s-au apropiat de valoarea operei unui prozator de vocație. Scrierile în proză (cuprinse în volumul Precursori) au fost fie discursuri ținute în ședințele Academiei, fie cuvântări aniversare sau pur și simplu omagii aduse unor personalități ori prieteni ai scriitorului. Considerate piese antologice într-o posibilă istorie a portretului, T. Vianu l-a dedicat un semnificativ capitol în Arta prozatorilor români.
Goga și-a axat publicistica pe problemele „românismului” (originea românilor, continuitatea neîntreruptă în vatra de formare a poporului român, ideea unităților tuturor românilor, idealul unirii într-un stat național, lupta împotriva asupririi austro-ungare). Prin revista Luceafărul a reușit să-și întărească legăturile culturale cu România, spre unirea politică de mai târziu. Și revista Țara Noastră, axată pe ideologia lui Goga, și-a întărit legătura cu oamenii de la sate, fiindu-le sfătuitor, dar și un factor capabil să le rezolve nevoile spirituale și materiale.

### Activitatea de dramaturg
Deși puțin numeroasă, inegală și aflată sub nivelul realizărilor din poezie, dramaturgia lui Goga, mai ales prin Domnul notar, (publicată la editura Institutului de Arte Grafice din București), a fost un reper urmat mai târziu. Premiera piesei a avut loc la Teatrul Național din București, la 4 februarie 1914. Piesa analizează repercusiunile pe care le au în relațiile de familie și în poziția din obștea satului tranzacțiile și concesiile făcute de anumiți indivizi, ca rezultat al politicii de atragere a unor elemente românești în sistemul de deznaționalizare și oprimare a românilor. Acțiunea se petrece într-un sat ardelean (Lunca) de la începutul secolului, aflat sub dominație habsburgică. Revolta în timpul căreia a fost sancționat renegatul Traian Văleanu, a restituit dramei individuale adevăratele dimensiuni sociale. Notarul, ca și candidatul Blezu, erau uneltele dominației străine. La alegeri, dorințelor obștii li s-a opus coaliția renegaților, bazându-se pe forța coercitivă (jandarmii) și pe elementele descalificate (Mitruță), chiar pe infractori de drept comun (Hopârtean).
Prin Meșterul Manole, reprezentată în 1927 și publicată în 1928, Goga a încercat să adapteze vechiului mit la drama psihologică, reabilitând artistic vechea intrigă a timpului conjugal prin dezvoltarea și examinarea motivațiilor erotice. Personajul principal era un artist, cinic, fermecător, călător înveterat, mare amator de experiențe erotice pasagere.
Goga a lăsat, sub formă de proiect, și două piese într-un act (Sonata lunei și Lupul), sceneta Fruntașul, un articol dialogat din 1911 și traducerea Tragedia omului de Madách Imre.

### Activitatea de traducător
Adversar al politicii transilvane a guvernelor maghiare, Goga a fost, în același timp, un admirator al literaturii maghiare clasice și moderne. A studiat încă din anii de liceu de la Sibiu și apoi ca student, la Universitatea din Budapesta, opera lui Petőfi Sándor și Madách Imre, și a fost un apropiat al lui Ady Endre. Imre Madách l-a atras pe Goga din tinerețe, primele încercări de traducere din Tragedia omului datând din anii de școală. După câteva tablouri și scene din Tragedie, publicate în Luceafărul (1903) sau în Țara noastră (1909), apariția Tragediei omului în volum în traducerea lui Goga s-a produs în 1934, primită ca „o strălucită creație poetică având aceeași valoare ca și originalul“. A doua ediție românească (1940) a apărut revăzută de autor.
Tudor Vianu scria că Memento mori și Tragedia omului sunt „poeme ale omenirii văzute prin speranțele, înfrângerile și luptele popoarelor“. G. Călinescu a observat că traducerea lui Goga e făcută într-o românească ce se apropie de perfecțiunea și frumusețea limbii lui Eminescu: „E limba de și chiar stilul lui Eminescu potrivit vremii noastre și e tocmai interesant să se vadă un poet clasic care izbutește să fie plastic prin vorbe, pentru ureche, nu prin colorism“.

### Activitatea politică
Devenit mesager al aspirațiilor naționaliste ale românilor transilvăneni Goga a fost ales în septembrie 1906, secretar literar al Asociației transilvană pentru literatura română și cultura poporului român (ASTRA), urmând ca, împreună cu Octavian C. Tăslăuanu, să politizeze activitățile celui mai important așezământ cultural din Transilvania. Prin articole publicate în revista „Țara noastră” a adoptat o poziție critică față de exploatarea la care erau supuși țăranii din România și față de guvernanții de atunci ai României. Ca o consecință a acestor atitudini, Goga a fost deținut în iarna anului 1911 timp de o lună în penitenciarul din Seghedin, unde a fost vizitat de Caragiale, care a protestat în articolul „Situație penibilă” împotriva arestării. După doi ani, în 1913, Goga a fost arestat din nou, la Seghedin.

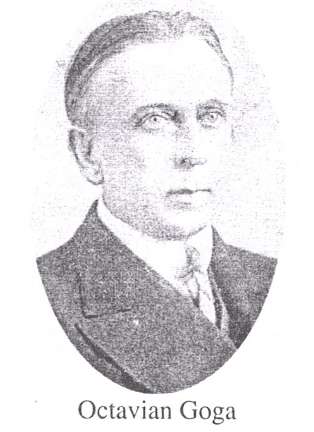
Octavian Goga

După izbucnirea Primului Război Mondial, Goga s-a stabilit în România, continuând lupta pentru alipirea Transilvaniei la România și pentru desăvârșirea unității statale române. S-a lansat într-o amplă campanie publicistică în ziarele „Adevărul” și „Epoca” asupra situației fraților de peste Carpați, supuși la persecuții. A semnat, alături de Octavian Tăslăuanu, Onisifor Ghibu și Sebastian Bornemisa, scrisoarea ziariștilor ardeleni refugiați în România („Epoca”, 15 iunie 1915), cu scopul de a continua activitatea publicistică în vederea alipirii Transilvaniei.
La 14 decembrie 1914 s-a desfășurat „Congresul extraordinar al Ligii Culturale” (președinte: Vasile Lucaciu, vicepreședinte: Barbu Ștefănescu Delavrancea, secretar: Nicolae Iorga, iar Goga era membru al comitetului, ca reprezentant al Transilvaniei.
La întrunirea organizată de „Liga politică a tuturor românilor”, la București, în ziua de 15 februarie 1915, declara: „Pentru jertfa de mâine am trecut granița, să venim în Țara Românească. Noi ne-am pierdut țara, noi ne-am pierdut patria, dar avem încă capetele noastre. Vi le dăm dumneavoastră, faceți ce vreți cu ele. Ele pot să cadă, Ardealul nu poate cădea“.
Din cauza activității sale politice în România, guvernul maghiar de la Budapesta i-a intentat lui Goga - ca cetățean austro-ungar - un proces de înaltă trădare, fiind condamnat la moarte în contumacie. S-a înrolat în armata română și a luptat ca soldat, în Dobrogea. La încetarea ostilităților și semnarea păcii de la București, Goga a fost nevoit să părăsească România, plecând în Franța. În vara anului 1918 s-a constituit la Paris „Consiliul național al unității române”, forum de presiune asupra marilor puteri pentru obținerea unității statale românești. La începutul anului 1919, Goga s-a reîntors în România Mare. A fost ales deputat de Sibiu în același an, poziție reconfirmată la alegerile parțiale din 1925 în Reghin și la cele de la sfârșitul anului 1933.

#### „Duce” sau „Führer” român

Emblema și stindardul Partidului Național Creștin

După istoricul Ilarion Țiu, în anii 1920 Goga a fost partizanul democratiei parlamentare, însă după 1930 vederile sale se schimbă radical, simpatizând fascismul italian și nazismul german. A fost unul dintre liderii mișcării naționaliste românești .
„...Primul-ministru desemnat de regele Carol (al II-lea), liberalul Gheorghe Tătărescu, ... nu reușește să căștige alegerile (obținând doar 36% din voturi în loc de cele 40 de procente necesare - după lege - pentru a deține majoritatea în Parlament). ...Acest insucces electoral se datora în parte unui „pact de neagresiune între național-țărăniștii lui Iuliu Maniu și partidul „Totul pentru țară” (eticheta electorală a Legiunii)...Regele a adus la guvern doi lideri de mici partide de extremă dreaptă: poetul Octavian Goga și profesorul A. C. Cuza, șeful unui partid axat exclusiv pe antisemitism.”—Neagu Djuvara
Guvernul prezidat de Goga (28 decembrie 1937 – 10 februarie 1938) și demis după 44 de zile, a fost creat de Partidul Național Creștin rezultat din fuziunea la 14 iulie 1935 la Iași a Ligii Apărării Național Creștine (condusă de Alexandru C. Cuza) și a Partidului Național Agrar (condus de Goga).
Ca o condiție sine qua non de recunoaștere a noilor sale granițe, România s-a obligat solemn să acorde cetățenia deplină și egalitatea în drepturi tuturor minorităților dintre aceste granițe. În această privință, la 9 decembrie 1919, guvernul român (prim-ministru fiind Alexandru Vaida Voievod, 1 decembrie 1919 - 20 ianuarie 1920), a dat ordin generalului Constantin Coandă (fost ministru de externe al României) să semneze cu Puterile aliate și asociate „Tratatul asupra minorităților”, anexat la Tratatul de pace cu Austria, tratat pe care predecesorul său, prim ministru al României, Ion I.C. Brătianu refuzase categoric să-l semneze, părăsind, în semn de protest, lucrările Conferinței de Pace de la Paris, în mai 1919. Prevederile tratatului minorităților au fost legiferate ulterior prin Constituția din 29 martie 1923 și legea din 25 februarie 1924, prin care toți locuitorii, foști cetățeni ai Imperiului Austro-Ungar și ai Rusiei țariste care aveau domiciliu administrativ în Transilvania, Banat, Crișana și Maramureș la 1 decembrie 1918, în Bucovina la 28 noiembrie 1918 și în Basarabia la 9 aprilie 1918, dobândeau cetățenia română, cu drepturi depline..
Sub pretextul că între anii 1918 și 1924 în România s-ar fi infiltrat evrei din fostele imperii Austro-Ungaria și Rusia, guvernul prezidat de Octavian Goga, încălcând prevederile Constituției și obligațiile internaționale asumate de România, a publicat la 21 ianuarie 1938 Decretul nr. 169 privind revizuirea cetățeniei, în virtutea căruia evreii cetățeni români erau constrânși să-și dovedească cu acte dreptul la cetățenie, în conformitate cu legea din 25 februarie 1924, în termen de 20 de zile de la afișarea listelor în comune și orașe. În baza acestui decret a fost revizuită situația a 617.396 de evrei, dintre care 392.172 (63,50%) și-au păstrat cetățenia română, iar 225.222 (36,50%) și-au pierdut-o. Evreii cu cetățenia pierdută au primit certificate de identitate valabile pe un an, cu posibilitatea de prelungire și au fost considerați străini fără pașaport, supuși regimului juridic ca atare.
Aceasta a fost prima dintr-o serie de legi discriminatorii, adoptate în cadrul unei politici de purificare etnică, prin care statul român își abandona cetățenii de origine evreiască, privându-i de cele mai elementare drepturi civice. Minoritatea evreiască, lăsată la bunul plac al unor funcționari publici regionali despotici, a început să se expatrieze. Un val de intelectuali și industriași români de sorginte evreiască a părăsit România, economia și cultura română fiind lezate, iar intelectuali de frunte au protestat vehement.
Într-un interviu acordat în ianuarie 1938 ziarului britanic „Daily Herald”, regele Carol al II-lea și primul ministru Goga dădeau cifra de 250.000 și respectiv 500.000 de evrei considerați „ilegali”. Dacă regele respingea ideea expulzării, negându-le în schimb orice drepturi, Goga vorbea de 500.000 de așa-ziși „vagabonzi”, pe care „nu-i putem considera ca cetățeni români”. Octavian Goga propunea deportarea în Madagascar (concept cunoscut sub denumirea „Planul Madagascar”) a celor 500.000 de evrei, în timp ce Istrate Micescu, ministrul de externe din guvernul Goga-Cuza, declara: „Este urgent să ne măturăm curtea, căci este inutil să tolerăm la noi toate aceste gunoaie”.
Prim-ministrul Goga a dus o politică pronazistă intenționând să se alieze și să adopte politica Germaniei naziste și Italiei fasciste și a dus o politică antisemită prin care a negat drepturile legale ale populației evreiești.. Fostul minoritar român eliberat de sub asuprirea habsburgică și devenit politician propulsat la conducerea populației majoritare și-a surclasat învățătorii în împilarea populațiilor minoritare. El s-a dovedit a fi un extremist xenofob, cu vederi fasciste și net antisemite. Istoricul Florin Constantiniu scrie în lucrarea „O istorie sinceră a poporului român” că marele poet Goga se înmlăștina, întrucât „se credea și se voia un «duce» sau «führer» român”.

#### Goga și Masoneria

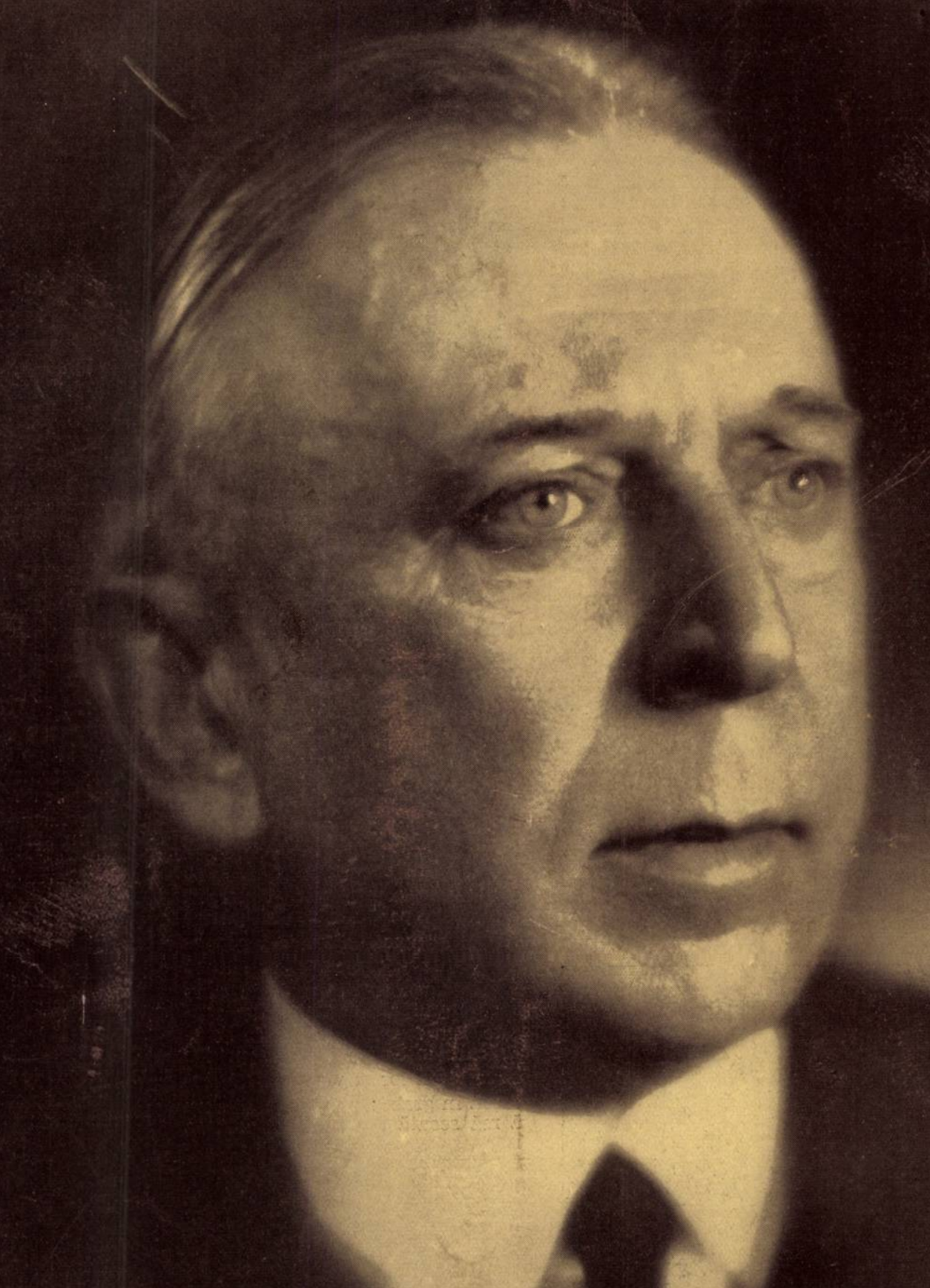
Goga în 1938

Pașoptiștii, bonjuriștii și alți români cu studii în străinătate au importat moda masoneriei, la care a optat - cu un entuziasm și o fidelitate inegale - fruntea intelectualității românești. Deși învestit ca mason, Goga nu a înțeles idealurile confreriei: „... aprilie 1929: Octavian Goga militează pentru fondarea Blocului creștin francmasonic. D. Octavian Goga, care, deși este mason, habar n'are de rostul francmasoneriei, căci și-a permis să vorbească în lojă despre creștinism – greșeală ce masonii nu îi vor ierta niciodată. D. Goga a mers așa de departe cu naivitatea sa, încât a propus ca Loja Națională să se numească Loja Creștin-Națională.”).

## Alegerea la Academia Română
Prin acordarea la 21 martie 1906 a Premiului „Năsturel-Herescu” pentru volumul de debut, creația poetică a lui Octavian Goga a primit consacrarea Academiei Române. Raportul către plenul Academiei Române, pentru premierea volumului Poezii a fost prezentat în februarie 1906 de Titu Maiorescu.
În 1920, Goga a fost ales membru al Academiei, discursul de recepție fiind intitulat Coșbuc. În 1924, poetul a primit Premiul Național de poezie și premiul Mihail Sadoveanu pentru proză.

## Opera poetică

### Poezii(1905)
- Rugăciune
- Plugarii
- Noi
- Oltul
- Casa noastră
- Apostolul
- Dascălul
- Dăscălița
- Bătrâni
- Inserare
- Reîntors
- Departe
- În codru
- Dimineața
- Pe înserate
- De la noi
- Cântăreților de la oraș
- Sara
- Lăutarul
- La groapa lui Laie
- Pribeag
- Pace
- Ruga mamei
- Toamnă
- Copiilor
- Părăsit
- Despărțire
- Învins
- Solus ero
- Noapte
- Clăcașii
- Așteptare
- Dorința
- Singurătate

### Ne cheamă pământul(1909)
- Fecunditas
- Cântecele mele
- Cosașul
- De demult
- Colindă
- Un om
- Graiul pâinii
- Cain
- În munți
- Cantorul cimpoi
- Străinul
- Scrisoare
- Lăcaș străbun
- Asfințit
- Carmen
- O rază
- Sufletul
- Răsună toaca
- Cântece
- Sonet
- E sărbătoare
- Poezie

### Din umbra zidurilor(1913)
- Revedere
- Oaspe vechi
- Agonie
- Paris (I)
- Ziua (II)
- Notre dame (III)
- Felinarul (IV)
- În muzeu
- Cinquecento
- Mama
- Măsuța mea
- La mal
- Aeternitas
- De profundis
- Lacul
- Eu stau la mal...
- Scrisoarea ta...
- Gândește-te...
- Scirocco
- Poet
- Doina
- Voi veniți cu mine...
- Inima
- Strămoșii...
- Carmen laboris
- Scrisoare
- Moș Crăciun
- Eu știu un basm
- Trage-ți oblonul...
- Un trandafir se stinge
- Taina
- Toamnă nouă
- Mă-ntorc din nou
- Amurg
- O lacrimă
- Moștenire
- O clipă

### Cântece fără țară(1916)
- Fără țară
- Așteptare
- Pajurei cu două capete
- Sângele
- În pacea mută
- Portretul
- Apostolul
- În mormânt la Argeș
- Pribeag străin
- Lupul
- Bobotează
- Trecea convoiul mortuar
- Poveste
- Sufletul

### Din larg(1939) - poeme postume
- Din larg
- Profetul
- Ceahlăul
- O ramură întârziată
- Trecutul
- Apus
- Mare aeterna
- În mine câtodată

### Traduceri ale cărților sale în alte limbi
- Költemények (Poezii), traducere în limba maghiară de Sándor Kibédi, Széphalom, Cluj, 1938.[36]

## Cronologie
- 1881 - La 1 aprilie se naște Octavian Goga, în Rășinari, județul Sibiu.
- 1892 - Este înscris la Liceul unguresc din Sibiu.
- 1897 - Debutează în Tribuna din Sibiu cu poezia Atunci și acum.
- 1899 - Se mută la Liceul românesc din Brașov.
- 1900 - Își trece bacalaureatul la Brașov și se înscrie la Facultatea de Litere și Filosofie a Universității din Budapesta.
- 1904 - Moare sora sa, Victoria.
- 1905 - Apare Poezii, primul volum de versuri, la Budapesta.

24 decembrie]] - Moare tatăl poetului, Iosif Goga.
- 1906 - La 14 octombrie se căsătorește cu Hortensia Cosma, fiica cea mică a lui Partenie Cosma, directorul Băncii „Albina” din Sibiu, influent om politic ardelean, considerat unul dintre cei mai înstăriți români din Transilvania.[11] Ceremonia are loc la Catedrala mitropolitană din Sibiu, nași fiind Alexandrina și Alexandru Vlahuță.[37]
- 1907 - Apare la Sibiu, apoi la Cluj, revista lui Goga, Țara noastră.
- 1909 - Apare Ne cheamă pământul, al doilea volum de versuri, editura Minerva, București.
- 1911 - Apare la Arad culegerea de articole Însemnările unui trecător. Crâmpeie din zbuciumările de la noi.
- 1913 - Apare Din umbra zidurilor , al treilea volum de versuri, editura Minerva, București.
- 1914 - Apare în volum piesa Domnul notar. Dramă în trei acte din viața Ardealului și se joacă la Teatrul Național din București.
- 1915 - Apare la București culegerea de articole Strigăte în pustiu.
- 1916 - Apare volumul de versuri Cântece fără țară, editura C. Sfetea, București, cu un cuvânt înainte al autorului. În același an ia parte la primul război mondial și scrie ciclul de versuri Război.
- 1918, 1 decembrie - Realizarea unității de stat. Poetul face parte din diferitele guverne care s-au succedat la cârma țării. A fost ministru al Instrucțiunii și Cultelor, ministru al Cultelor și Artelor, ministru de stat, ministru de interne și prim-ministru.
- 1919 - Văduva poetului maghiar Ady Endre îi oferă, printr-o scrisoare, spre vânzare proprietatea de la Ciucea. Prima călătorie la Ciucea cu Alexandru Hodoș și alți prieteni, apoi, toamna, a doua vizită la Ciucea, cu Veturia Goga.
- 1919–1923 - Refacerea castelului de la Ciucea.
- 1920 - La 30 mai este ales membru al Academiei Române. Discursul de recepție (1923) este dedicat lui George Coșbuc.
- 1921 - Se căsătorește cu Veturia Triteanu (născută Mureșan), cântăreață de operă.
- 1924 - Apare volumul Poezii, la editura Cultura Națională, București. Primește Premiul Național pentru poezie.
- 1927 - Apare la București culegerea de articole Mustul care fierbe.
- 1928 - Apare piesa Meșterul Manole.
- 1930 - Apare la București culegerea de articole Precursori.
- 1931 - Sărbătorirea a 50 de ani de la naștere. Facultatea de Litere și Filosofie din Cluj îi acordă titlul de doctor honoris causa. Pe diplomă, la locul rezervat pentru indicarea profesiunii, s-au înscris cuvintele: Priceps Poetarum Pro Unitate Totius Daco-Romanicae Nationis Eluctatius.
- 1934 - Prima ediție a poemului Tragedia omului de la Madách, tradus de Goga.
- 1935 - La 14 iulie se formează la Iași Partidul Național Creștin rezultat din fuziunea Ligii Apărării Național Creștine (A.C. Cuza) și Partidului Național Agrar (Goga).
- 1937–1938 - Între 28 decembrie 1937 – 10 februarie 1938 prim-ministrul Goga conduce guvernul Goga-Cuza. A fost demis după 44 de zile.
- 1938 - La 7 mai Octavian Goga moare la Ciucea. Este transportat la București și depus la Ateneu, apoi este înmormântat la Cimitirul Bellu.
- 1939 - Corpul poetului este reînhumat la Ciucea.

## Cântece pe versuri de Octavian Goga
- Eduard Caudella, Zădarnic
- Guilelm Șorban, Dorurile mele; Măi crâșmare Niculaie; Fată mare
- Didia Saint-Georges, Dorurile mele (1908); Lună, lună (1908)
- Constantin Brăiloiu, Cântec (1915); Lună, lună (1915)
- Nicolae Bretan, Lună, lună  stea vicleană (1919); La groapa lui Laie (1921)
- Emil Monția, Oltul (1916); Singur (1916); Dorurile mele (1920); Seara (1920); Lună, lună, stea vicleană (1920); Am fost (anul?); Trei cântece pe versuri de Octavian Goga (anul ?; De va veni la tine vântul; La noi; Trei trandafiri)
- Mihail Jora, Opus 11 (1930): Tu n-ai la ușa ta zăvor; Mor azi zâmbetele mele; E-ngropare azi la mine; Atât de veche-i îngroparea; Primăvară, primăvară
- Ion Dumitrescu, Cântec (1940)
- George Deriețeanu, Eu ți-am făcut un cântec (1947)
- Sigismund Toduță, Prima noapte (1948)
- Iosif Paschill, La noi (anul ?)
- Doru Popovici, Pribeag (1950); Singur (1950); Trei cântece pe versuri de Octavian Goga (Toamna; Părăsiți; Cântec; 1953)
- Grigore Nica, Pustiu (1959)
- Florica Dimitriu, Întrebare (1954); Apus (1973)
- Gheorghe Dumitrescu, Cântec (1960)
- Sandu Albu, Cântec (1966)
- Ion Borgovan, Cântece pe versuri de Octavian Goga (Cântec de primăvară; Dorurile mele; Pribeag; La groapa lui Laie; Bisericuța din Albac; Sus la crâșmă-n dealu mare; 1968-1969)
- Nicolae Ciocoiu, Cântec de pahar (1969)
- Remus Georgescu, Două lieduri pe versuri de Octavian Goga (Primăvara; De va veni; 1974)
- Tudor Jarda, Opt lieduri pe versuri de Octavian Goga (De-o să mor; A murit; La groapa lui Laie; Măi crâșmare; Ca la nunta de la Cana; Lună, lună; Dorurile mele; Fată mare; 1986) [38]
- Tudor Gheorghe, Toamna
- Mondial, De va veni la tine vântul
- Gheorghe Gheorghiu, Poveste veche
- Doru Stănculescu, Ion Crâșmarul

## Lucrări corale pe versuri de Octavian Goga
- Irina Odăgescu-Țuțuianu, Simfonia corală „Timpul pământului”

## Imagini

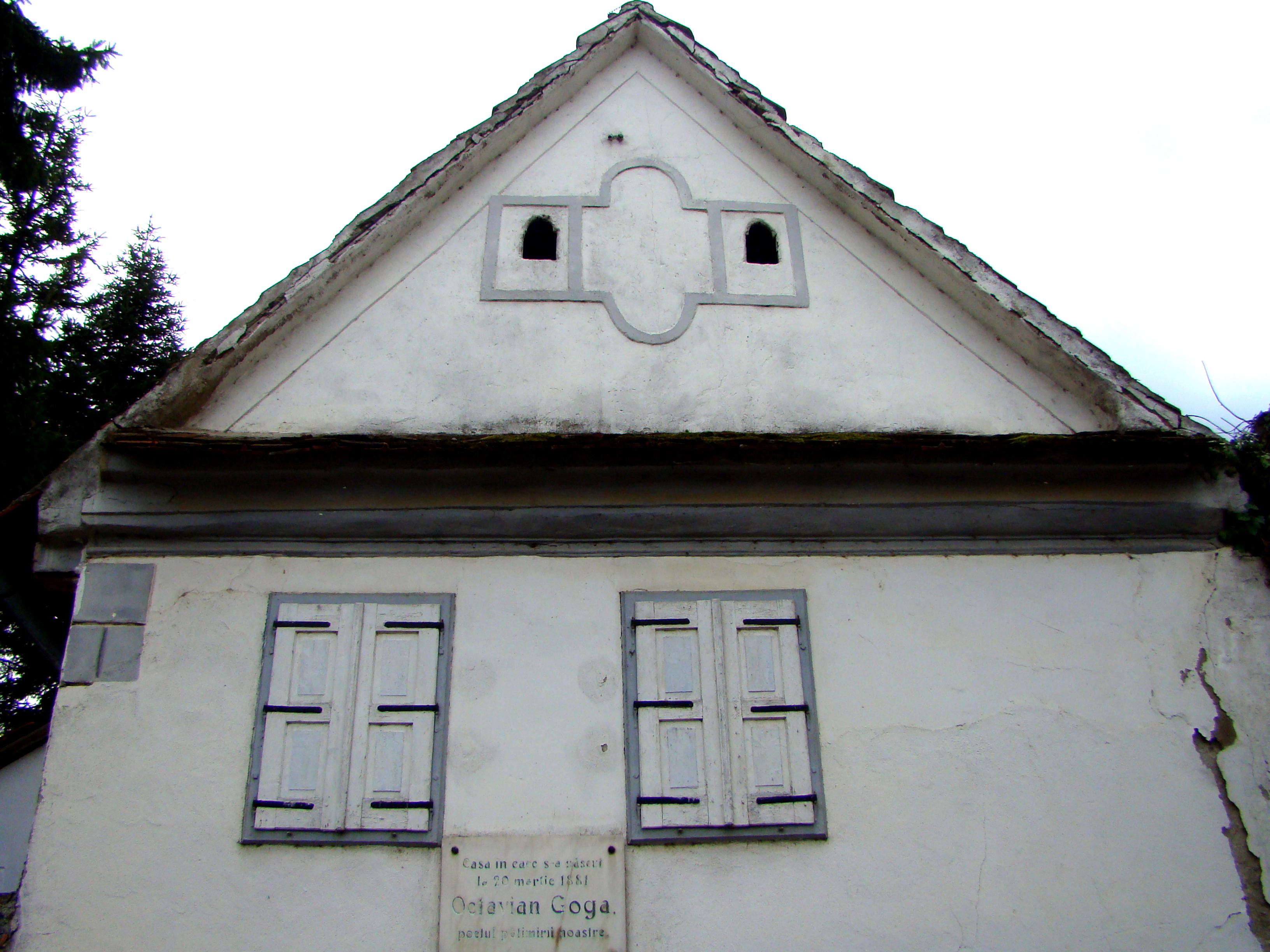
Casa Octavian Goga din Rășinari (monument istoric)
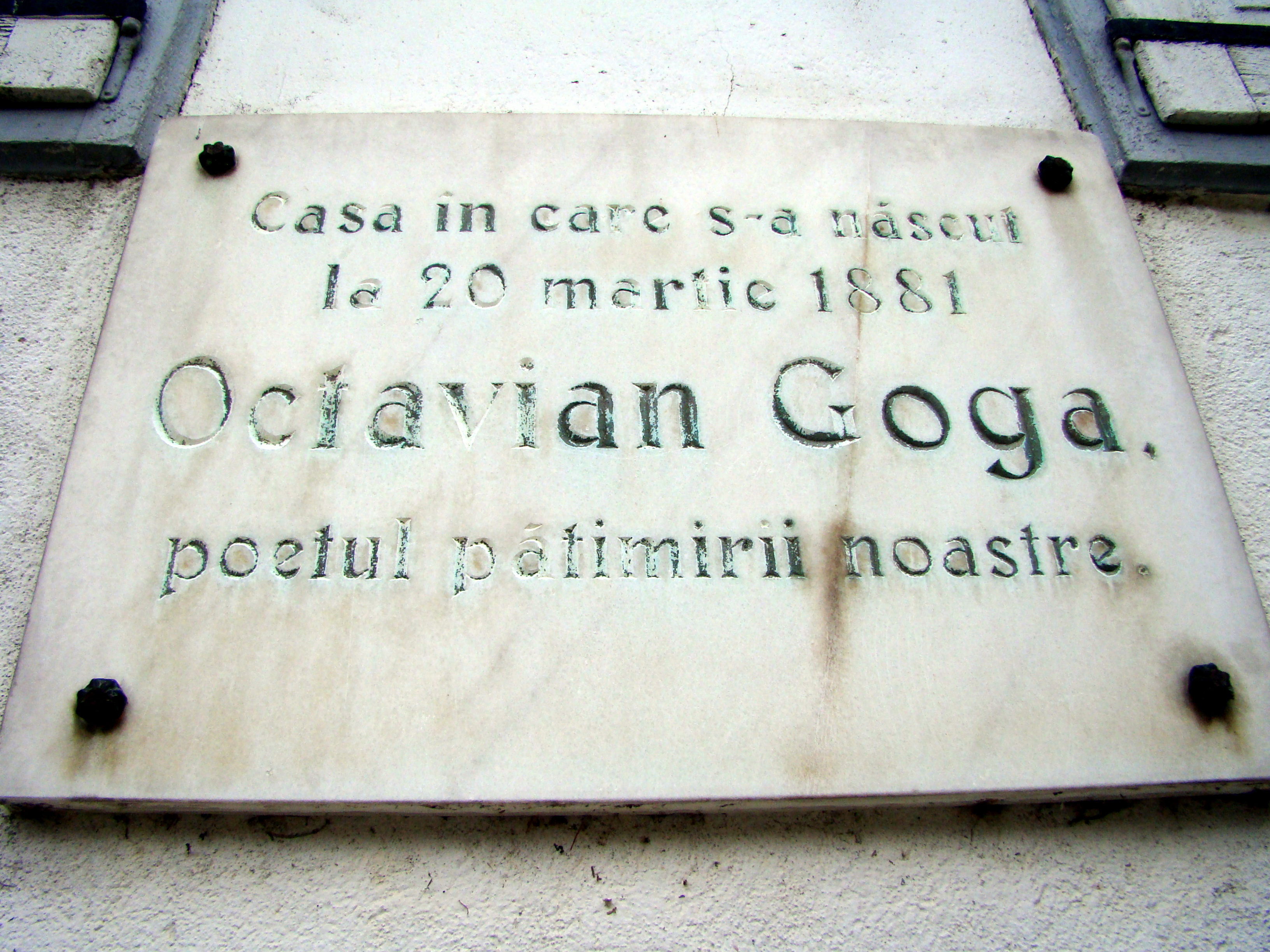
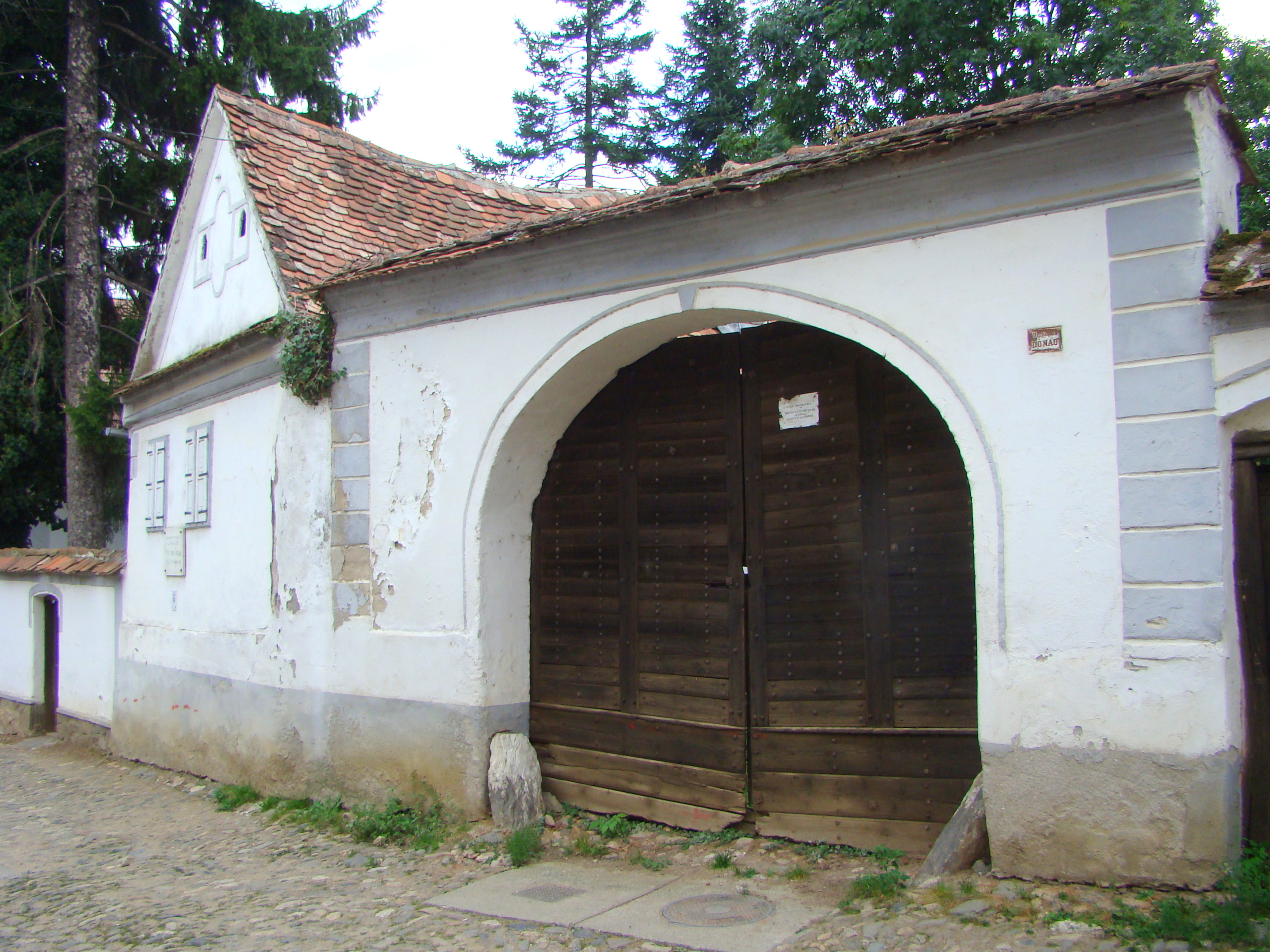
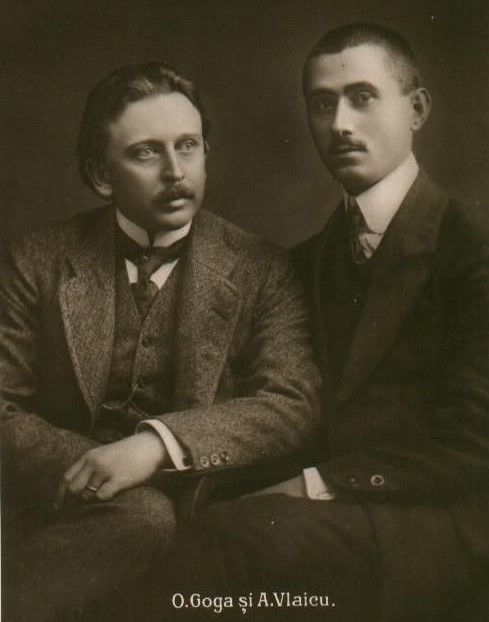
Aurel Vlaicu și Octavian Goga (circa 1910)
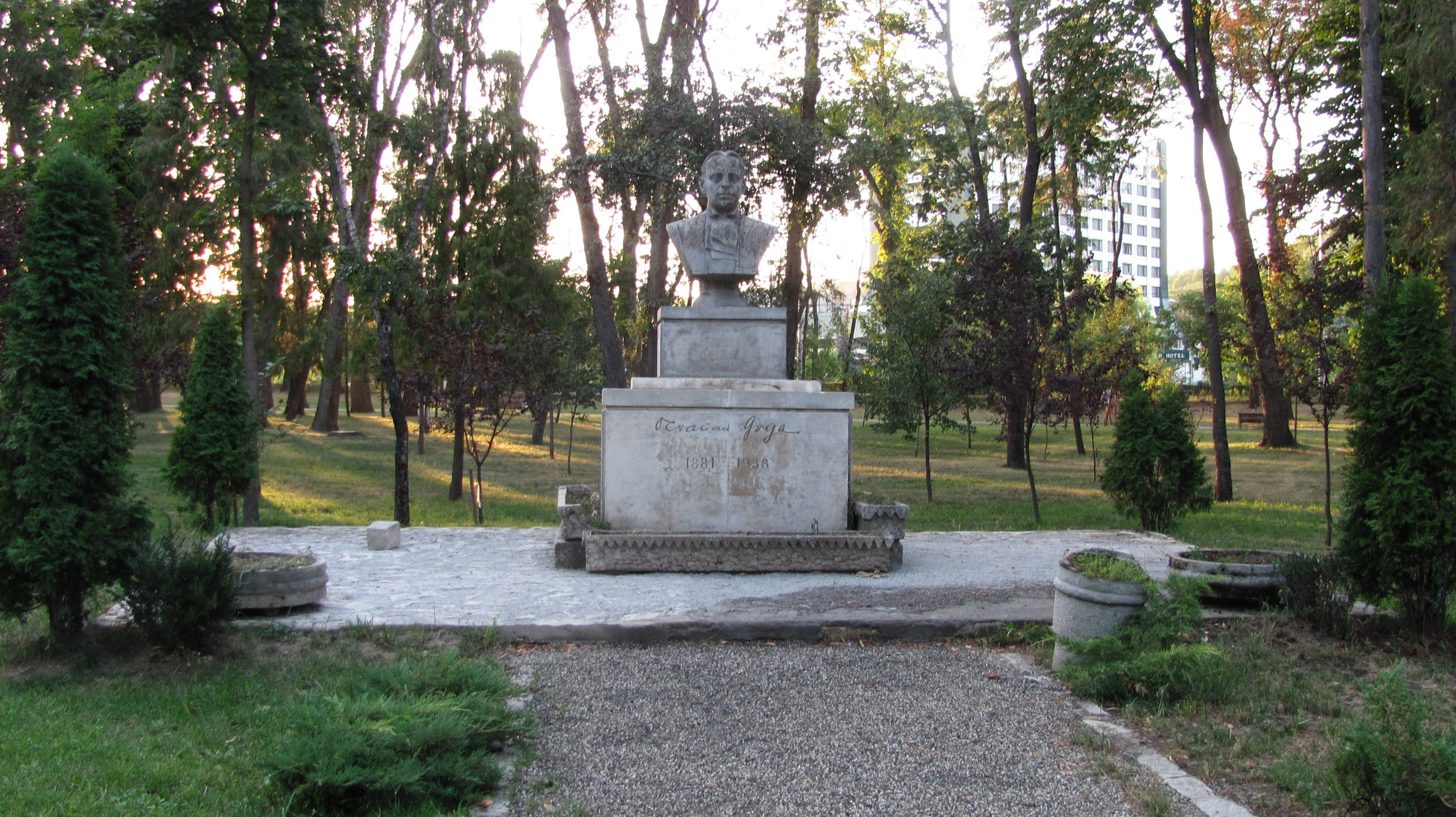
Bustul lui Octavian Goga (din Cluj-Napoca, Parcul „Simion Bărnuțiu")
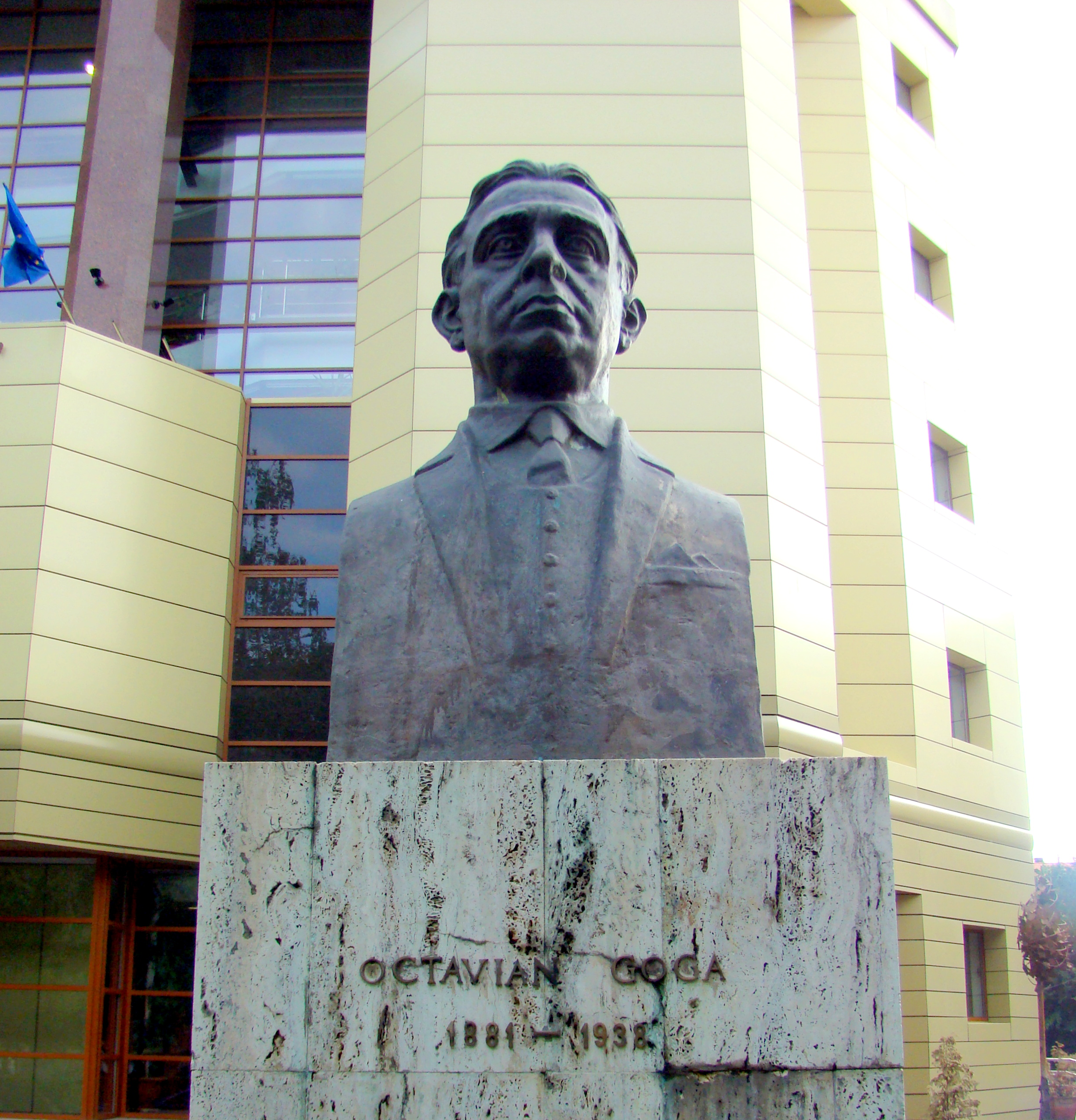
Bustul lui Octavian Goga din Parcul Astra, realizat inițial din bronz de Ada Geo Medrea. Bustul original a dispărut, cel actual este realizat de sculptorul Ioan Cândea în anul 2002.
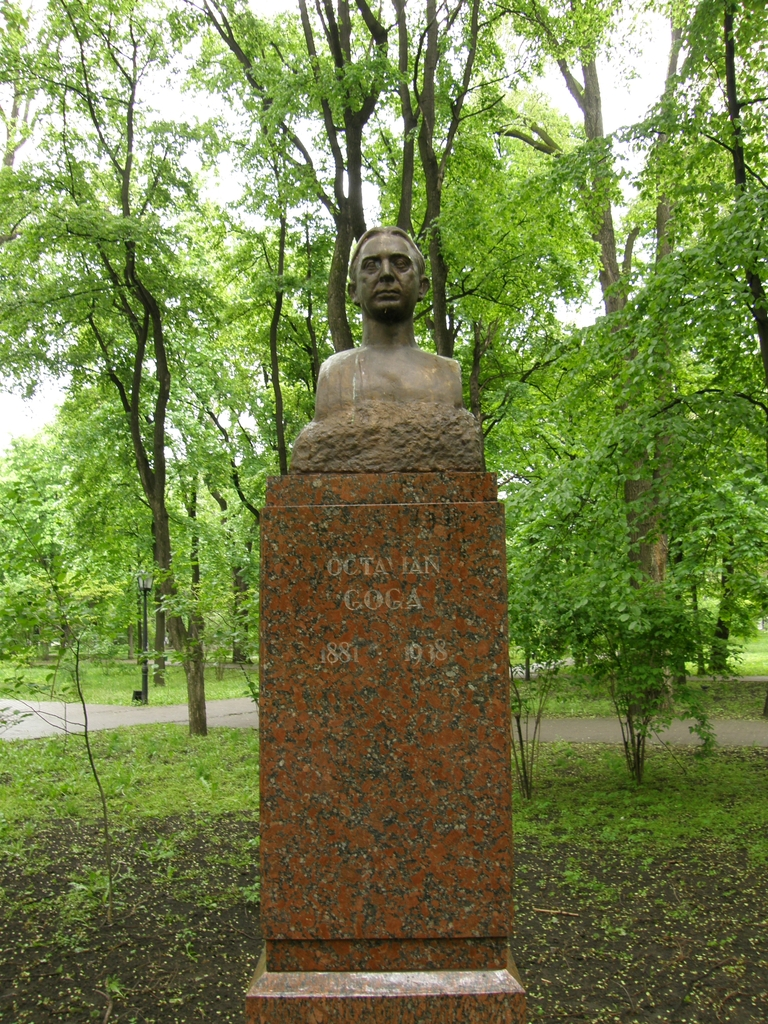
Bustul lui Octavian Goga din Chișinău
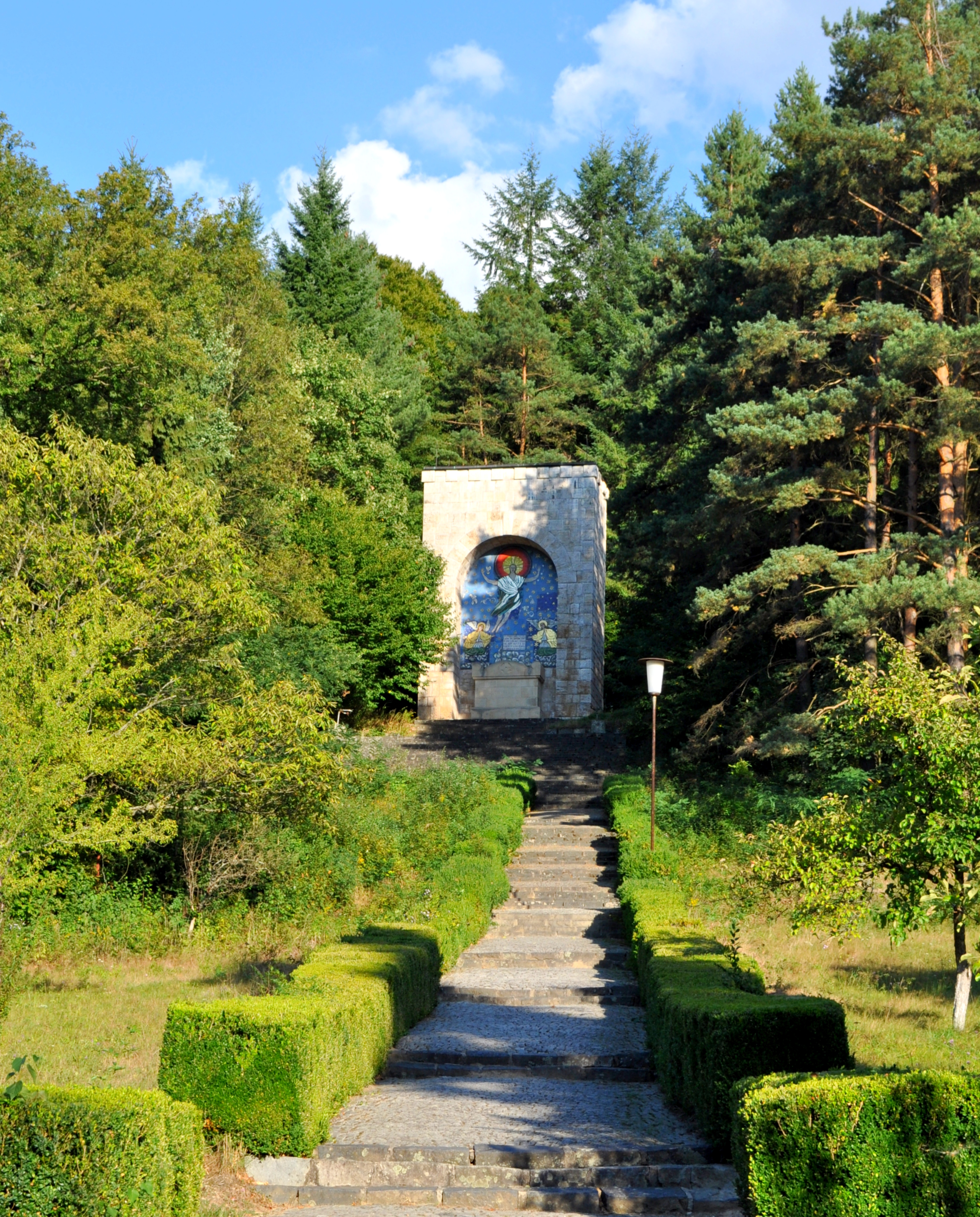
Mausoleul lui Octavian Goga din Ciucea
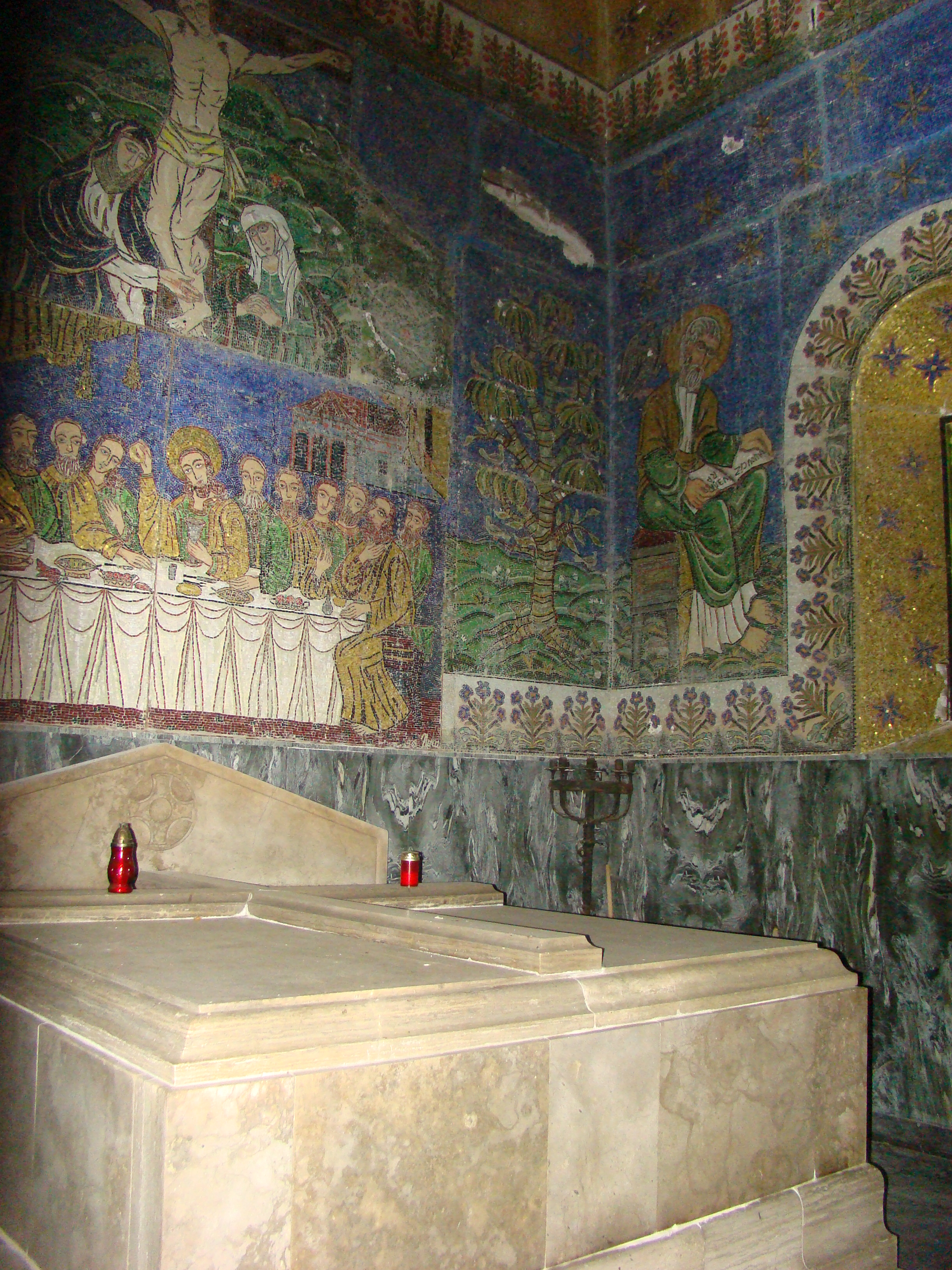
Mausoleul lui Octavian Goga din Ciucea
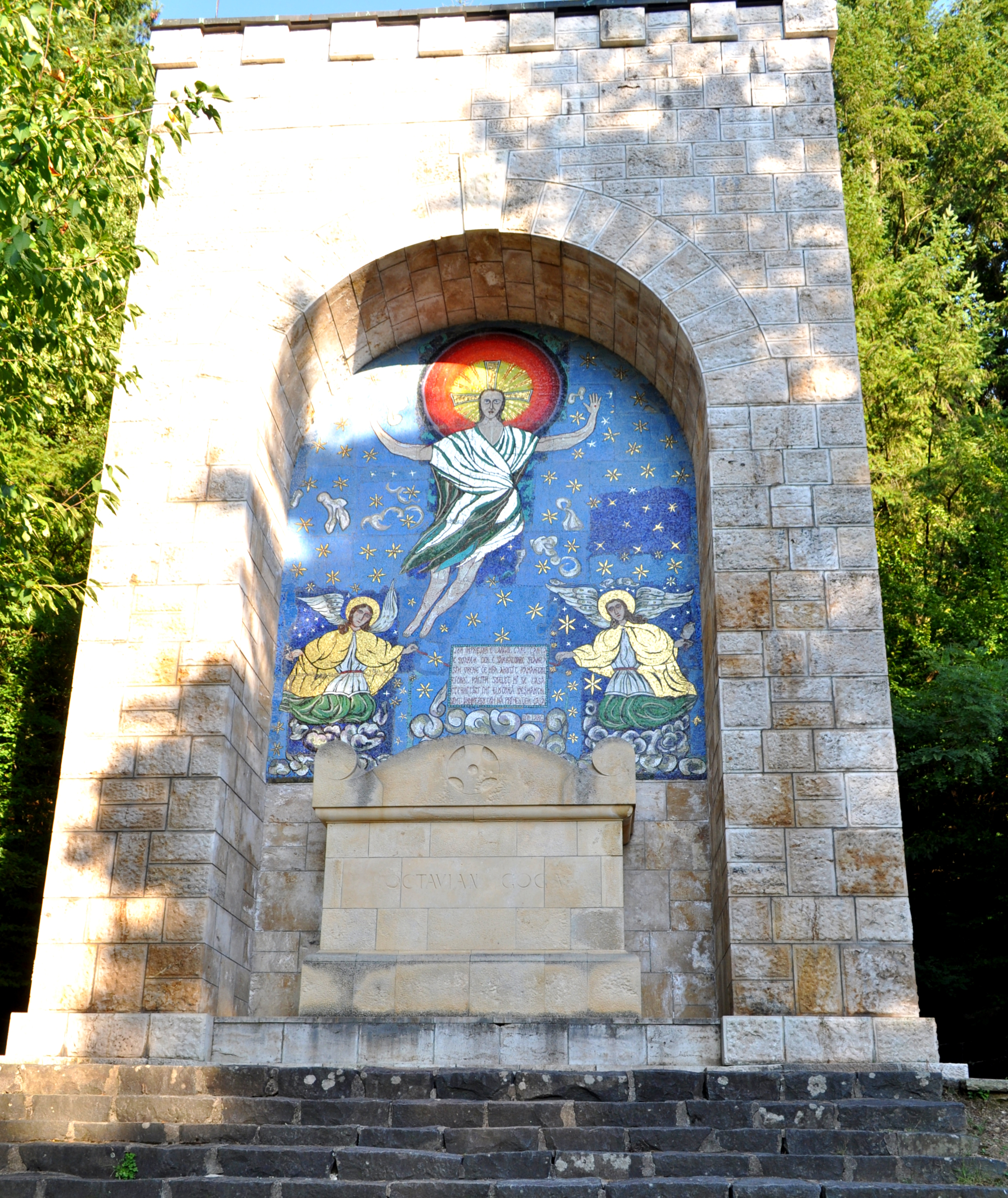
Mausoleul lui Octavian Goga din Ciucea
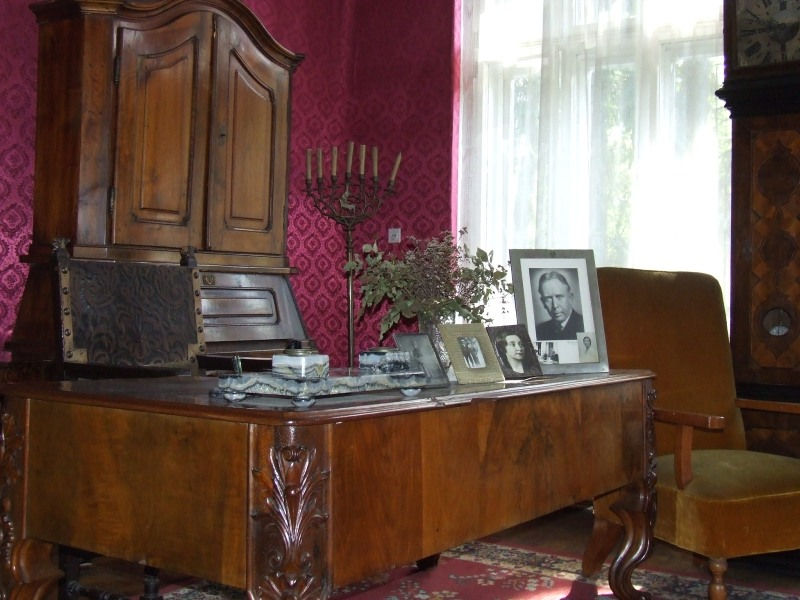
Biroul lui Goga de la Ciucea
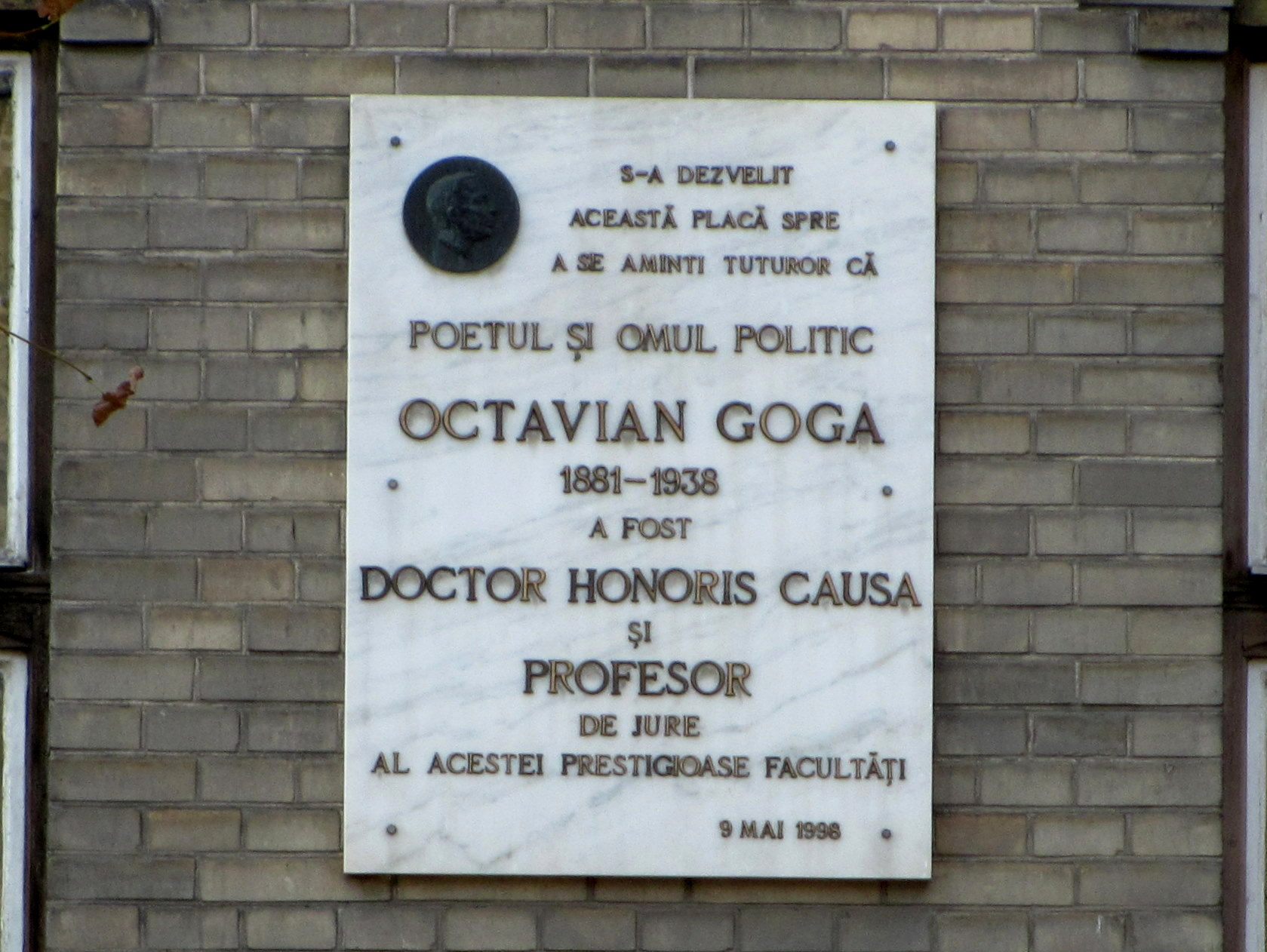
Placă comemorativă în Cluj
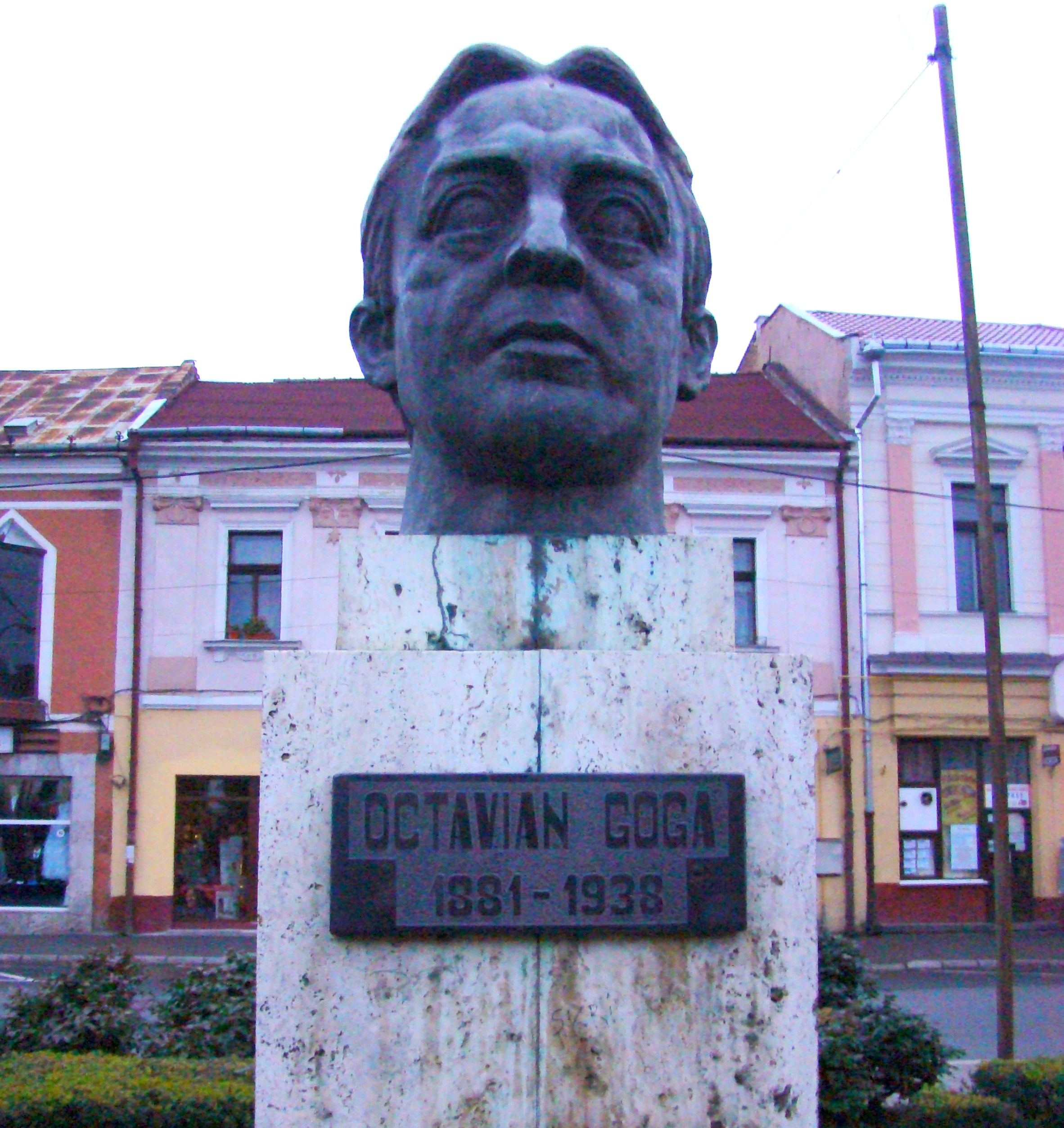
Bustul lui Octavian Goga din Sighet